# Johnny Neumann
Carl John Neumann (Memphis, Tennessee, 11 de septiembre de 1950-Oxford, (Misisipi), 23 de abril de 2019) fue un jugador y entrenador de baloncesto estadounidense. Jugó en la ABA, NBA y Liga italiana y después de retirarse ejerció de entrenador en multitud de ligas y países como Grecia, Israel, Chipre, Bélgica y las selecciones de Líbano y Rumanía.

## Trayectoria deportiva

### Universidad
Jugó dos temporadas con los Rebels de la Universidad de Misisipi, consiguiendo en su segunda temporada liderar la Southeastern Conference en anotación, con 40,1 puntos por partido, además de promediar 6,6 rebotes y 3,2 asistencias por partido, lo que le valió para ser elegido Jugador del Año de la conferencia, además de ser incluido en el segundo quinteto All-American.

### Jugador
- Memphis Pros (1971-1972)
- Memphis Tams (1972-1974)
- Utah Stars (1974)
- Virginia Squires (1974)
- Indiana Pacers (1974-1975)
- Virginia Squires (1975)
- Kentucky Colonels (1975-1976)
- Buffalo Braves (1976)
- Los Angeles Lakers (1976-1977)
- Indiana Pacers (1977)
- Pallacanestro Cantú (1978-1979)

### Entrenador
- Maine Lumberjacks (1982-1983)
- Bay State Bombers (1983-1984)
- Pepinster (1986-1987)
- PAOK Salónica BC (1987-1989)
- Pagrati Atenas (1989-1990)
- Iraklis BC (1992-1993)
- AEK Larnaca (1993-1995)
- APOEL Nicosia (1997-1998)
- Hapoel Tel Aviv B.C. (1998)
- Youngstown Hawks (1999-2000)
- Líbano (2001-2002)
- Al Hilal (2003-2004)
- Zhejiang Guangsha (2006-2007)
- Rumanía (2010-2011)